# Comer Crag
Der Comer Crag ist ein 635 m hoher, kliffartiger Berg im Nordwesten Südgeorgiens. Er ragt 1,5 km nördlich des Kopfendes des Eisfjords auf.
Der South Georgia Survey kartierte ihn im Rahmen seiner von 1951 bis 1957 dauernden Vermessungskampagne Südgeorgiens. Das UK Antarctic Place-Names Committee benannte ihn 1958 nach dem US-amerikanischen Robben- und Waljäger George Comer (1858–1937), der 1885 mit dem Rahschoner Era vor Südgeorgien operiert hatte.